# Austrohancockia okinawensis
Austrohancockia okinawensis är en insektsart som beskrevs av Yamasaki 1994. Austrohancockia okinawensis ingår i släktet Austrohancockia och familjen torngräshoppor. Inga underarter finns listade i Catalogue of Life.